# نادي ساوريمو لكرة القدم
نادي ساوريمو لكرة القدم  (بالأنجليزية: Saurimo FC) أو ما كان سابقا فريق بيكوكو لكرة القدم فريق كرة قدم أنجولي من مدينة ساوريمو.
سمي الفريق سابقا على اسم مالكه السابق رجل الأعمال الأنجولي أرنستو دوس سانتوس ينو المدعو سانتوس بيكوكو.
سنة 2018 تأهل الفريق لجيرا انجولا الدورة الكروية المؤهلة لدوري الدرجة الأولى الأنجولي.
بعد تأهله لدوري الدرجة الأولى غير اسمه إلى ساوريمو أف سي,  بقي الفريق في الدرجة الأولى سنة واحدة فقط و انهى الدوري في المرتبة الأخيرة مما سبب عودته للقسم الثاني.
يلعب الفريق مبارياته في ملعب مانجيراس.

## وصلات خارجية
صفحة الفريق على موقع سوكر واي